# Новолесновское сельское поселение
Новолесновское се́льское поселе́ние — муниципальное образование в Елизовском районе Камчатского края Российской Федерации.
Административный центр — посёлок Лесной.

## История
Статус и границы сельского поселения установлены Законом Камчатской области от 29 декабря 2004 года № 255 «Об установлении границ муниципальных образований, расположенных на территории Елизовского района Камчатской области, и о наделении их статусом муниципального района, городского, сельского поселения».

## Население
| 2010  | 2012  | 2013  | 2014  | 2015  | 2016  | 2017  |
| ----- | ----- | ----- | ----- | ----- | ----- | ----- |
| 1693  | ↗1708 | ↗1710 | ↘1699 | ↘1677 | ↘1672 | ↘1638 |
| 2018  | 2019  | 2020  | 2021  | 2023  |       |       |
| ↗1653 | ↘1627 | ↗1639 | ↘1615 | ↗1625 |       |       |

## Состав сельского поселения
| № | Населённый пункт | Тип населённого пункта          | Население |
| - | ---------------- | ------------------------------- | --------- |
| 1 | Березняки        | посёлок                         | ↘293      |
| 2 | Лесной           | посёлок, административный центр | ↘914      |
| 3 | Южные Коряки     | село                            | ↗432      |